# Норик
Норик (на латински: Noricum) е историкогеографски район, разположен между горното течение на реките Драва и Дунав, който от края на 1 век пр.н.е. е императорска провинция на Римската империя.
Според латински източници, през 1 в. пр.н.е. илирийското племе норики обединява под властта си няколко келтски и илирийски племена, както и племето венети, образувайки в Алпите Княжество Норик, което дори сече собствена златна монета. Известни са само две божества на нориките – Марс Латобий, наричан „Велик бог“ и богинята Норея – „Великата майка на народа“.
През 16 г. пр.н.е. Норик е завладян от Рим и е включен в империята като провинция, носеща същото име. В нея като гранична провинция е настанен II Италийски легион. Стопански Норик е важен с железните си мини, където се добива суровина и се лее известната норическа стомана, използвана за въоръжение на легионите. Като провинция Норик просъществува до разпадането на Западната Римска империя, когато пада под ударите на нахлулите от север германски племена на херулите, алеманите, тюрингите и ругите. През 408 г. територия на провинцията е завоювана от Аларих I – първият крал на вестготите, a в края на 5 век – от остготите.
- Княжеството на нориките и съседните келтски племена
- Роденият в Норик Свети Флориан

|  | Тази страница частично или изцяло представлява превод на страницата Noricum в Уикипедия на английски. Оригиналният текст, както и този превод, са защитени от Лиценза „Криейтив Комънс – Признание – Споделяне на споделеното“, а за съдържание, създадено преди юни 2009 година – от Лиценза за свободна документация на ГНУ. Прегледайте историята на редакциите на оригиналната страница, както и на преводната страница, за да видите списъка на съавторите. ВАЖНО: Този шаблон се отнася единствено до авторските права върху съдържанието на статията. Добавянето му не отменя изискването да се посочват конкретни източници на твърденията, които да бъдат благонадеждни. |